# Anything (To Find You)
"Anything (To Find You)" är en 1990-tals inspirerad R&B-låt framförd av den amerikanska sångerskan Monica med rapparen Rick Ross som gästartist. Spåret komponerades av Monicas långtidspartner Missy Elliott med hjälp av artisten Jazmine Sullivan och känns igen på sin rytmiska melodi där Monicas sång komplimenteras av beats hämtade från 1995:s "Who Shot Ya?" framförd av The Notorious B.I.G. och Diddy.
Originalversionen av "Anything" spelades även in med rapverser av Lil' Kim men på grund av kontraktsförpliktelser mellan skivbolag togs hennes verser bort från den slutgiltiga versionen av spåret. "Jag fick just veta vad som hänt min singel. Jag och Missy är fruktansvärt besvikna över att Lil' Kim togs bort från låten", skrev Monica på den sociala nätverkstjänsten Twitter. Låten, nu enbart med Monica och Ross, gavs ut den 2 augusti 2011 som den första singeln från Monicas sjätte studioalbum New Life (2011). Musikkritikers reaktioner var mestadels positiva. Internetsidan ThatGrapeJuice skrev att; "låten kommer att göra alla disc-jockeys glada denna sommar. Många kommer säkerligen se denna singel som ett fräscht inslag i vår danspop dominerade musikvärld. Monica har återigen bevisat att hon är en artist som regelbundet levererar när det gäller kvalitet." Billboard klargjorde att; "Monica fortsätter att säkra sin status som R&B-drottning sida vid sida med Mary J. Blige." Innan låten haft premiär på amerikansk radio debuterade singeln på en 71:a plats på USA:s Hot R&B/Hip-Hop Songs. Låten klättrade som högst till en 25:e plats innan den, veckorna efter började tappa placeringar på listan. 
En musikvideo till singeln regisserades av Chris Robinson och hade premiär på 106 & Park den 12 september samma år. Där nådde videon förstaplatsen på topplistan.

## Format och innehållsförteckningar
- Digital nedladdning

1. "Anything (To Find You)" (featuring Rick Ross) – 3:42

## Listor
| Lista (2011)                                | Topp position |
| ------------------------------------------- | ------------- |
| Amerikanska Billboard Hot 100               | 119           |
| Amerikanska Billboard Hot R&B/Hip-Hop Songs | 25            |